# 许昌职业技术学院
许昌职业技术学院是一所位于河南许昌市的公办全日制普通高等专科学校，成立于2001年，从事高等职业教育和师范专科教育。